# 詹吉爾人
詹吉爾人（英語：Jangil，或稱 Rutland Jarawa）是位於孟加拉灣的安達曼群島的安達曼原住民族之一。 他們分佈在拉特蘭島（英語：Rutland Island）的內部，並被命名為拉特蘭賈拉瓦人（英語：Rutland Jarawa），因為人們認為他們與鄰近的賈拉瓦人有親戚關係。 由於在 19 世紀中葉首次遇到並記錄了他們，因此與他們的直接接觸仍然很少，他們通常會盡量避免此類遭遇。 據報導，只有少數外來者（英國和印度定居者）遇到了該群體的個體，最後一次此類案例發生在 1907 年。20 年代派往該島內部的探險隊未能找到任何當前居住的跡象；他們的消失和滅絕很可能是它們對外來疾病沒有天然免疫力的結果。 英國海軍軍官Maurice Vidal Portman是少數幾個與詹吉爾人有過接觸的外人之一，他報告稱無法理解其語言，但似乎與賈拉瓦語有明顯關聯。